# Fageiella
Fageiella Kratochvíl, 1934 è un genere di ragni appartenente alla famiglia Linyphiidae.

## Distribuzione
Le due specie oggi note di questo genere sono state rinvenute in Europa sudorientale e in Serbia.

## Tassonomia
Dal 1988 non sono stati esaminati esemplari di questo genere.
A dicembre 2012, si compone di due specie:
- Fageiella ensigera Deeleman-Reinhold, 1974 — Serbia
- Fageiella patellata (Kulczyński, 1913)[3] — Europa sudorientale